# Psalmopoeus reduncus
Psalmopoeus reduncus är en spindelart som först beskrevs av Karsch 1880.  Psalmopoeus reduncus ingår i släktet Psalmopoeus och familjen fågelspindlar.
Artens utbredningsområde är Costa Rica. Inga underarter finns listade i Catalogue of Life.